# Везивна средства
Везивна средства су прашкасте органске и неорганске материје које су способне да граде фине суспензије са свим компонентима бојене смеше. После испаравања растварача, везивна средства дају чврсту везу површини која се боји.

## Неоргански везиви
Неоргански везиви су течно млеко и водено стакло.
Течно млеко је по хемијском саставу водени раствор калцијум хидроксида. Нема велику постојаност, користи се за дезинфекцију зидова и у прехрамбеној индустрији.
Водено стакло је водени раствор натријум силиката.

## Органска везивна средства
Органска везивна средства су: казеин, латекс и туткало.